# Bão Pabuk (2019)
Bão Pabuk - cơn bão đầu tiên của mùa bão Tây Bắc Thái Bình Dương 2019, hay Bão số 1 tại Việt Nam, Đổ bộ vào Bán đảo Malay tháng 1, 2019. Đây cũng là cơn bão hình thành sớm nhất ở cả lưu vực Tây Bắc Thái Bình Dương và Bắc Ấn Độ Dương. Hình thành vào ngày cuối cùng của năm 2018, Pabuk vẫn tồn tại vào năm 2019, kéo dài hai năm theo lịch và vượt qua lưu vực Bắc Ấn Độ Dương vài ngày sau đó.

## Cấp bão
Cấp bão (Việt Nam): Cấp 9 giật cấp 12 - Bão nhiệt đới.
Cấp bão (Nhật Bản): 45 kn - Bão nhiệt đới; áp suất: 994 mbar (hPa).
Cấp bão (Hoa Kỳ): 50 kn - Bão nhiệt đới.
Cấp bão (Bắc Kinh): 28 m/s (Cấp 10) - Bão nhiệt đới dữ dội.
Cấp bão (Ấn Độ): 85 km/h (03 phút) - Bão xoáy nhiệt đới.
Cấp bão (Hàn Quốc): 23 m/s - Bão nhiệt đới.
Cấp bão (Đài Loan): 23 m/s - Bão nhiệt đới.
Cấp bão (Thái Lan): 45 kn (85 km/h) - Bão nhiệt đới.
Cấp bão (Indonesia): Xoáy thuận nhiệt đới.
Cấp bão (Hồng Kông): 85 km/h - Bão nhiệt đới.

## Lịch sử khí tượng

Vòng lặp vệ tinh Pabuk từ EOSDIS

- Năm thứ 2 liên tiếp có bão sớm trên biển Đông ngay trong tháng 1 (2018 - 2019); đặc biệt hơn nữa lần đầu tiên ở biển Đông bão số 1 xuất hiện ngay ngày đầu năm mới (01/01). Tuy nhiên bão vẫn được xem là bão rớt mùa bão 2018 ở nước ta và là cơn bão trái mùa.
- Hoa Kỳ đánh số cơn bão này là 36W vì họ quan trắc được nó đã đạt cấp độ ATNĐ trong ngày 31 tháng 12 năm 2018. Nhưng theo Việt Nam và Nhật Bản nó mạnh lên thành bão ngày 1/01/2019 nên được đặt tên Pabuk, số hiệu quốc tế 1901 và tính là bão số 1 trên biển Đông của mùa bão năm 2019. Bão gây mưa trái mùa ở phía Nam nước ta trong những ngày đầu tháng 1/2019.
- Theo Thái Lan, đây là cơn bão đầu tiên đổ bộ vào đất nước vào mùa khô trong vòng khoảng 30 năm trở lại đây.
- Tại Việt Nam, có một người chết, 2 người mất tích và thiệt hại ước tính là khoảng 27,87 tỷ đồng (1,2 triệu USD).Tại Thái Lan đã có bảy người chết và thiệt hại ước tính là 156 triệu USD (5 tỷ Bạt). Bão cũng giết chết một người tại Malaysia.
- Bão Pabuk có quỹ đạo tương tự như bão Gay (1989), cũng hình thành trên biển Đông, đi qua Thái Lan rồi vào Bắc Ấn Độ Dương.

## Ảnh hưởng
Tại Việt Nam, Pabuk đã dẫn đến cái chết của một người. Bão làm thiệt hại khoảng ₫27.87 billion (US$1.2 million)